# American Cyborg: Steel Warrior
American Cyborg: Steel Warrior (bra: American Cyborg - O Exterminador de Aço) é um filme estadunidense de 1994, dos gêneros ficção científica eação, dirigido por Boaz Davidson.

## Sinopse
Mulher foge de um ciborgue programado para matar seu filho ainda não nascido. Quando ela encontra um rapaz que decide ajudá-la, acaba descobrindo que ele também é ciborgue.